# Liste des municipalités de Basse-Californie du Sud

Armoiries de l'État de Basse-Californie du Sud

Municipalités de Basse-Californie du Sud

L'État mexicain de Basse-Californie du Sud est divisé en cinq municipalités (en espagnol : municipios). La capitale est La Paz.

## Liste des municipalités et des codes INEGI associés
Le code INEGI complet de la municipalité comprend le code de l'État - 03 - suivi du code de la municipalité. Exemple : La Paz = 03003. Chaque municipalité comprend plusieurs localités portant leur propre code. Ainsi, pour le chef-lieu de la municipalité, La Paz = 030030001.
| Code INEGI | Municipalité | Chef-lieu de la municipalité |
| ---------- | ------------ | ---------------------------- |
| 001        | Comondú      | Ciudad Constitución          |
| 002        | Mulegé       | Santa Rosalía                |
| 003        | La Paz       | La Paz                       |
| 008        | Los Cabos    | San José del Cabo            |
| 009        | Loreto       | Loreto                       |